# Viña del Mar
Viña del Mar és una ciutat i comuna ubicada al litoral central de Xile pertanyent a la Província de Valparaíso.
Pertany a la província i Regió de Valparaíso, ubicada al litoral central, sobre les conques dels esteros Reñaca i Marga Marga, a la vora de la badia de Valparaíso.
Va ser fundada amb el seu actual nom el 28 de desembre de 1874 pel polític xilè José Francisco Vergara, qui juntament amb la seva esposa Mercedes Alvares va heretar les terres on actualment s'ubica la ciutat. Per assolir aquest objectiu va decidir contractar un grup d'enginyers que van confeccionar els traçats dels carrers i van conformar un nucli urbà.
Amb una població de 334.248 habitants el 2017, amb una projecció de 371.490 habitants pel 2024. És el municipi més poblat de la regió. Conjuntament amb les comunes de Valparaíso, Concón, Quilpué i Villa Alemana, forma l'Àrea Metropolitana de Valparaíso, resultant la ciutat bessona de la primera, al trobar-se completament conurbada.

## Toponímia
La viticultura, activitat facilitada pels sòls i el clima de la zona central de Xile, es va iniciar a la conca de l'estero Marga Marga quan els seus terrenys van ser adquirits per Alonso de Riberos el 1580, que va plantar les primeres vinyes. Situats davant del sender que unia el port de Valparaíso amb la vall de Quillota, van començar a ser coneguts com la Vinya de Riberos o Vinya de la Mar,

## Universitats

### Universitats tradicionals
- Pontificia Universidad Católica de Valparaíso, Campus María Teresa Brown de Ariztía, Escuela de Periodismo, Instituto de Arte, Instituto de Historia y Conservatorio de Música.
- Universidad Técnica Federico Santa María Arxivat 2008-02-28 a Wayback Machine., Escuela de Técnicos Universitarios "José Miguel Carrera"
- Universidad de Valparaíso, Facultad de Humanidades, Facultad de Ciencias Económicas y Administrativas, y Facultad de Ciencias del Mar.

### Universitats privades
- Universidad Adolfo Ibáñez
- Universidad Nacional Andrés Bello
- Universidad de Aconcagua
- Universidad del Mar, Casa Central
- Universidad de Las Américas
- Universidad de Viña del Mar, Casa Central
- Universidad Santo Tomás

## Centres esportius
- Yacht Club de Chile

## Ciutats agermanades
- Sausalito, Califòrnia (EUA)